# Llista de seleccions del Campionat d'Europa de Futbol sub-17 de la UEFA 2006
Seleccions del Campionat d'Europa de Futbol sub-17 de la UEFA 2006.

## Bèlgica
Seleccionador: Eric Abrams 
| #  | Nom                     | Pos         | Club                |
| -- | ----------------------- | ----------- | ------------------- |
| 1  | Tom Vandenbossche       | Porter      | Club Brugge         |
| 2  | Enrico Pellegriti       | Defensa     | KRC Genk            |
| 3  | Toby Alderweireld       | Defensa     | Ajax Amsterdam      |
| 4  | Cor Gillis              | Defensa     | RSC Anderlecht      |
| 5  | Jeremy Huyghebaert      | Defensa     | Excelsior Moeskroen |
| 6  | Axel Witsel             | Migcampista | Standard Luik       |
| 7  | Cedric Baes             | Davanter    | KRC Genk            |
| 8  | Siegerd Degeling        | Migcampista | Feyenoord Rotterdam |
| 9  | Dieter Wittesaele       | Davanter    | Cercle Brugge       |
| 10 | Gael Arend              | Migcampista | Standard Luik       |
| 11 | Livio D'Amires          | Davanter    | KRC Genk            |
| 12 | Cyprien Baguette        | Porter      | Sporting Charleroi  |
| 13 | Dwayne Dildick          | Defensa     | Club Brugge         |
| 14 | Robbe Van Ruyskensvelde | Defensa     | Club Brugge         |
| 15 | Niels De Loof           | Migcampista | Club Brugge         |
| 16 | Mehdi Carcela-Gonzalez  | Davanter    | Standard Luik       |
| 17 | Maurizio Aquino         | Davanter    | KRC Genk            |
| 18 | Jens Van Damme          | Davanter    | Cercle Brugge       |

## República Txeca
Seleccionador: Jakub Dovalil 
| #  | Nom                | Pos         | Club              |
| -- | ------------------ | ----------- | ----------------- |
| 1  | Marek Štěch        | Porter      | Sparta Praag      |
| 2  | Ondřej Mazuch      | Defensa     | 1. FC Brno        |
| 3  | Jan Polák          | Defensa     | FC Slovan Liberec |
| 4  | Martin Zeman       | Migcampista | Sparta Praag      |
| 5  | Jan Hable          | Migcampista | SK Hradec Králové |
| 6  | Lukáš Vácha        | Defensa     | SK Slavia Praha   |
| 7  | Jan Vošahlík       | Davanter    | FK Marila Příbram |
| 8  | Ivan Lacko         | Migcampista | 1. FC Brno        |
| 9  | Martin Holek       | Migcampista | 1. FC Slovácko    |
| 10 | Tomáš Necid        | Davanter    | SK Slavia Praha   |
| 11 | Tomáš Pekhart      | Davanter    | Tottenham Hotspur |
| 12 | Petr Reinberk      | Migcampista | 1. FC Slovácko    |
| 13 | Miroslav Štěpánek  | Defensa     | SK Sigma Olomouc  |
| 14 | Radim Řezník       | Defensa     | FC Baník Ostrava  |
| 15 | Jakub Heidenheimer | Defensa     | SK Sigma Olomouc  |
| 16 | Ondřej Volšík      | Porter      | SK Hradec Králové |
| 17 | Petr Wojnar        | Migcampista | FC Baník Ostrava  |
| 18 | Jakub Süsser       | Defensa     | FK Chmel Blšany   |

## Alemanya
Seleccionador: Bernd Stöber 
| #  | Nom                 | Pos         | Club                     |
| -- | ------------------- | ----------- | ------------------------ |
| 1  | Ron-Robert Zieler   | Porter      | Manchester United        |
| 2  | Björn Kopplin       | Defensa     | FC Bayern de Múnic       |
| 3  | David Vrzogic       | Defensa     | Borussia Dortmund        |
| 4  | Christopher Schorch | Defensa     | Hertha BSC Berlin        |
| 5  | Florian Jungwirth   | Defensa     | TSV 1860 München         |
| 6  | Sven Bender         | Migcampista | TSV 1860 München         |
| 7  | Marko Marin         | Migcampista | Borussia Mönchengladbach |
| 8  | Lars Bender         | Migcampista | TSV 1860 München         |
| 9  | Manuel Fischer      | Davanter    | VfB Stuttgart            |
| 10 | Toni Kroos          | Migcampista | FC Hansa Rostock         |
| 11 | Timo Gebhart        | Davanter    | TSV 1860 München         |
| 12 | Sascha Burchert     | Porter      | Hertha BSC Berlin        |
| 13 | Stefan Reinartz     | Defensa     | Bayer Leverkusen         |
| 14 | Mathias Wittek      | Defensa     | TSV 1860 München         |
| 15 | Danny Latza         | Migcampista | FC Schalke 04            |
| 16 | Mario Vrancic       | Migcampista | 1. FSV Mainz 05          |
| 17 | Sebastian Huke      | Davanter    | Hertha BSC Berlin        |
| 18 | Raphael Lorenz      | Davanter    | Borussia Dortmund        |

## Hongria
Seleccionador: József Both 
| #  | Nom              | Pos         | Club                |
| -- | ---------------- | ----------- | ------------------- |
| 1  | Milán Balikó     | Porter      | MTK Hungária FC     |
| 2  | Attila Busai     | Defensa     | MTK Hungária FC     |
| 3  | Ádám Simon       | Migcampista | MTK Hungária FC     |
| 4  | András Gál       | Defensa     | MTK Hungária FC     |
| 5  | András Debreceni | Defensa     | Boedapest Honvéd FC |
| 6  | Gergő Rása       | Migcampista | MTK Hungária FC     |
| 7  | Vladimir Koman   | Migcampista | Sampdoria           |
| 8  | Ádám Dudás       | Davanter    | Győri ETO FC        |
| 9  | Krisztián Németh | Davanter    | MTK Hungária FC     |
| 10 | Márk Nikházi     | Davanter    | MTK Hungária FC     |
| 11 | Péter Tóth       | Davanter    | Újpest FC           |
| 12 | Péter Gulácsi    | Porter      | MTK Hungária FC     |
| 13 | Adrián Szekeres  | Defensa     | MTK Hungária FC     |
| 14 | Ádám Présinger   | Defensa     | MTK Hungária FC     |
| 15 | Tamás Nagy       | Migcampista | MTK Hungária FC     |
| 16 | András Simon     | Davanter    | MTK Hungária FC     |
| 17 | László Szabó     | Davanter    | MTK Hungária FC     |
| 18 | Dániel Lengyel   | Defensa     | MTK Hungária FC     |

## Luxemburg
Seleccionador: Ronny Bonvini 
| #  | Nom                    | Pos         | Club                      |
| -- | ---------------------- | ----------- | ------------------------- |
| 1  | Fabiano Castellani     | Porter      | US Rumelange              |
| 2  | Massimo Martino        | Defensa     | Racing FC Union Luxemburg |
| 3  | Christophe Scholer     | Defensa     | Racing FC Union Luxemburg |
| 4  | Michel Kettende maiger | Defensa     | CS Villerupt              |
| 5  | Jérôme Marcolino       | Defensa     | UN Käerjeng 97            |
| 6  | Lars Gerson            | Migcampista | —                         |
| 7  | Pit Hilbert            | Davanter    | AS Pratzerthal/Rédange    |
| 8  | Gilles Bettmer         | Migcampista | SC Freiburg               |
| 9  | Miralem Pjanić         | Migcampista | FC Metz                   |
| 10 | Matthew De Cae         | Migcampista | FC Kehlen                 |
| 11 | Richard Jankowoy       | Davanter    | FC Mensdorf               |
| 12 | André Bill             | Porter      | UN Käerjeng 97            |
| 13 | Mirko Albanese         | Davanter    | FC Differdange 03         |
| 14 | Ricardo Thom           | Migcampista | FC Mondercange            |
| 15 | Mato Djuric            | Davanter    | Racing FC Union Luxemburg |
| 16 | Mathias Jänisch        | Migcampista | US Hostert                |
| 17 | Paul Bossi             | Migcampista | FC Progrès Niedercorn     |
| 18 | Tom Siebenaler         | Defensa     | FC Remerschen             |

## Rússia
Seleccionador: Igor Kolyvanov 
| #  | Nom                 | Pos         | Club                     |
| -- | ------------------- | ----------- | ------------------------ |
| 1  | Roman Savenkov      | Porter      | FC Krylya Sovetov Samara |
| 2  | Sergei Morozov      | Defensa     | Torpedo Moskou           |
| 3  | Artem Samsonov      | Defensa     | Torpedo Moskou           |
| 4  | Aleksandr Sapeta    | Migcampista | FK Saturn Ramenskoje     |
| 5  | Anton Vlasov        | Defensa     | FC Krylya Sovetov Samara |
| 6  | Vadim Gagloev       | Migcampista | CSKA Moskou              |
| 7  | Evgeni Korotaev     | Davanter    | FC Krylya Sovetov Samara |
| 8  | Semen Fomin         | Migcampista | Lokomotiv Moskou         |
| 9  | Aleksandr Prudnikov | Davanter    | Spartak Moskou           |
| 10 | Igor Gorbatenko     | Migcampista | FC Krylya Sovetov Samara |
| 11 | Yan Bobrovski       | Migcampista | FC Zenit Sant Petersburg |
| 12 | Evgeni Pomazan      | Porter      | FC Kuban Krasnodar       |
| 13 | Dmitri Ryzhov       | Davanter    | FC Krylya Sovetov Samara |
| 14 | Pavel Mochalin      | Migcampista | FC Zenit Sant Petersburg |
| 15 | Roman Amirkhanov    | Defensa     | Lokomotiv Moskou         |
| 16 | Amir Kashiev        | Migcampista | CSKA Moskou              |
| 17 | Denis Scherbak      | Migcampista | FC Krylya Sovetov Samara |
| 18 | Aleksandr Marenich  | Davanter    | FK Rostov                |

## Sèrbia i Montenegro
Seleccionador: Sasa Medin 
| #  | Nom              | Pos         | Club |
| -- | ---------------- | ----------- | ---- |
| 1  | Marko Knežević   | Porter      | —    |
| 2  | Dušan Brković    | Defensa     | —    |
| 3  | Rajko Brežančić  | Defensa     | —    |
| 4  | Saša Blagojević  | Defensa     | —    |
| 5  | Miloš Nikolić    | Migcampista | —    |
| 6  | Nikola Gulan     | Migcampista | —    |
| 7  | Zarija Peličić   | Migcampista | —    |
| 8  | Stefan Jovetić   | Davanter    | —    |
| 9  | Nenad Adamović   | Migcampista | —    |
| 10 | Igor Miladinović | Migcampista | —    |
| 11 | Veljko Vuković   | Migcampista | —    |
| 12 | Živko Živković   | Porter      | —    |
| 13 | Goran Četnik     | Defensa     | —    |
| 14 | Marko Nikolić    | Migcampista | —    |
| 15 | Slavko Lukić     | Defensa     | —    |
| 16 | Slavko Perović   | Davanter    | —    |
| 17 | Darko Karadžić   | Migcampista | —    |
| 18 | Vlado Peličić    | Defensa     | —    |

## Espanya
Seleccionador: Juan Santisteban 
| #  | Nom               | Pos         | Club               |
| -- | ----------------- | ----------- | ------------------ |
| 1  | Sergio Asenjo     | Porter      | Real Valladolid    |
| 2  | Manuel Castellano | Defensa     | València CF        |
| 3  | Ramón Soria       | Defensa     | Vila-real CF       |
| 4  | Roberto García    | Defensa     | Atlètic de Madrid  |
| 5  | Pedro Alcalá      | Defensa     | Ranero CF          |
| 6  | Ignacio Camacho   | Migcampista | Atlètic de Madrid  |
| 7  | César Azpilicueta | Migcampista | CA Osasuna         |
| 8  | Marcos Gullón     | Migcampista | Vila-real CF       |
| 9  | Emilio Nsue       | Davanter    | RCD Mallorca       |
| 10 | Aarón Ñíguez      | Davanter    | València CF        |
| 11 | Cristian Vergara  | Migcampista | FC Barcelona       |
| 12 | César Ortiz       | Defensa     | Atlètic de Madrid  |
| 13 | Jesús Coca        | Porter      | Atlètic de Madrid  |
| 14 | Rubén Ramos       | Davanter    | Atlético Madrileño |
| 15 | Guillem Savall    | Defensa     | RCD Espanyol       |
| 16 | Bojan Krkić       | Davanter    | FC Barcelona       |
| 17 | José Baena        | Migcampista | FC Barcelona       |
| 18 | José Hermosa      | Migcampista | Vila-real CF       |